# Mikaela Ingbergová
Mikaela Johanna Emilia Ingbergová (* 29. července 1974, Vaasa) je bývalá finská atletka, reprezentantka v hodu oštěpem.

## Kariéra

### Úspěchy
Je juniorskou mistryní Evropy z roku 1993, dvojnásobnou bronzovou medailistkou mistrovství Evropy a bronzovou z mistrovství světa 1995 v Göteborgu. Dvakrát se umístila na mistrovství světa těsně pod stupni vítězů. Čtvrtá byla na šampionátu v Athénách 1997 (66,00 m) a v Paříži 2003 (62,20 m).

### Olympijské hry
Čtyřikrát reprezentovala na letních olympijských hrách. Nejlepšího umístění dosáhla na olympiádě v Atlantě v roce 1996, kde skončila sedmá (61,52 m). Na následující olympiádě v Sydney 2000 se umístila na devátém místě (58,56 m). O čtyři roky později v Athénách skončila v kvalifikaci jako první nepostupující (60,80 m). Kvalifikací neprošla také na pekingské olympiádě v roce 2008.

### Osobní rekordy
- nový typ – 64,03 m – 1. září 2000, Berlín
- starý typ – 67,32 m – 1997